# Игор Корнејев
Игор Владимирович Корнејев (рус. Игорь Владимирович Корнеев; 4. септембар 1967, Москва) бивши је руски фудбалер.

## Каријера
У Совјетском Савезу је наступао за ЦСКА из Москве од 1985. до 1991. године. Корнејев је играо за шпанске клубове Еспањол и Барселону. Био је део екипе Фајенорда, када је освојен Куп УЕФА 2001–02, у финалу је седео на клупи али није улазио у игру. Повукао се након сезоне 2002-03. док је играо за холандску екипу НАК Бреда.
Играо је за три различите репрезентације, СССР, ЗНД и Русија. Био је учесник Европског првенства 1992. у Шведској са репрезентацијом Заједнице независних држава. Са репрезентацијом Русије учествовао је на завршном турниру Светског првенства 1994. у САД. За репрезентацију је укупно одиграо 14 мечева, постигавши 3 гола.

## Успеси
- Првенство СССР: 1991.
- Куп СССР: 1991.
- Ередивизија: 1999.
- Куп УЕФА: 2001/02.
- Најбољи фудбалер сезоне у СССР: 1991.